# Enterprise Information Systems
Enterprise Information Systems is een internationaal, aan collegiale toetsing onderworpen wetenschappelijk tijdschrift op het gebied van de informatiesystemen. De naam wordt in literatuurverwijzingen meestal afgekort tot Enterprise Inform. Syst. Het wordt uitgegeven door Taylor & Francis.